# حكم الثلاث سنوات الليبرالي
حكم الثلاث سنوات الليبرالي تلفظ بالإسبانية: ‎/ˈtɾjenjo liβeˈɾal/‏ وهي فترة ما بين 1820-1823 من تاريخ إسبانيا الحديث وفيها شكلت حكومة ليبرالية لتحكم إسبانيا بعد الثورة العسكرية بقيادة المقدم رافاييل دي رييغو في يناير 1820 ضد الحكم المطلق للملك فرناندو السابع الذي عاد إلى الحكم سنة 1814 بعدما كان محتجزا في باريس أبان حرب الاستقلال، فعطل العمل السياسي والتشريعي لمحاكم قادس بإلغاء دستور 1812 واعادة جميع مؤسسات النظام القديم عن طريق اصداره مرسوما في فالنسيا في 4 مايو 1814. فتسبب ذلك بفرار الأقلية الإصلاحية الليبرالية إلى إنجلترا، فتكونت مجموعة معارضة كبيرة في المنفى، ولجأ غيرهم إلى تكوين معارضة داخلية بأشكال متنوعة. فبدأت فترة حكومة تعسفية التي لم يكن لديها برنامج عمل معين عدا ديمومة الحكم المطلق للملك. وبالتوازي مع تلك الحكومة هناك مايسمى بالعصبة التي أسست بفعالية معايير حكومة الملك. وتكرست السلطة الملكية والحكومة بالأساس في تطهير البلد سياسيا من المتفرنسين -على الرغم من وعود فرناندو السابع بعكس ذلك- المتهمين بالتعاون مع الغزاة الفرنسيين بالإضافة إلى الليبراليين الذين اسسوا في قادس مبدأ السيادة الوطنية وبأنهم يتآمرون باستمرار. حتى وقعت مؤامرات ليبرالية في مينا (1814) وبورليير (1815) والمثلث (1816) ولاسي وميلان (1817) وفيدال (1819). وبذا اكتملت المرحلة الأولى من عهد فرديناند السابع في ست سنوات مطلقة (1814-1820) ثم بدأت فترة الحكومة ذات الطابع الليبرالي أو مايسمى السنوات الثلاث الليبرالية (1820-1823). أدت تلك الفترة إلى فرض الليبرالية الإسبانية بديلا عن النظام المطلق الذي فرضه فرناندو السابع. طبق الليبراليون السلطة كما هو مبين في دستور قادس، من خلال قوانين ومراسيم دستور 1812، حيث تم تطبيق وللمرة الأولى أفكار قادس الليبرالية. وقد أعلن ذلك العقيد دي رييغو في كابيثاس دي سان خوان فاضطر الملك إلى الالتزام بالدستور وإعلان العفو والدعوة لاجراء انتخابات. انتهت تلك الحقبة الليبرالية في سنة 1823 عندما وافق ملوك أوروبا على غزو الجيش الفرنسي لإسبانيا لإعادة سلطة الملك المطلقة. ويعرف هذا الغزو في فرنسا باسم «البعثة الإسبانية» (expédition d’Espagne)، أما في إسبانيا فيسمى حملة «مئة ألف من أبناء سانت لويس».

## ثورة كابيثاس دي سان خوان

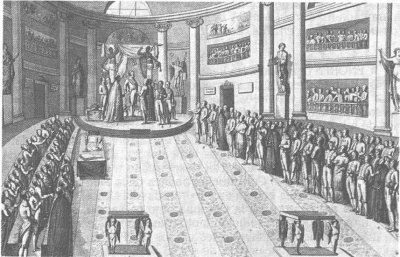
لوحة تظهر البرلمان الإسباني في 1820.

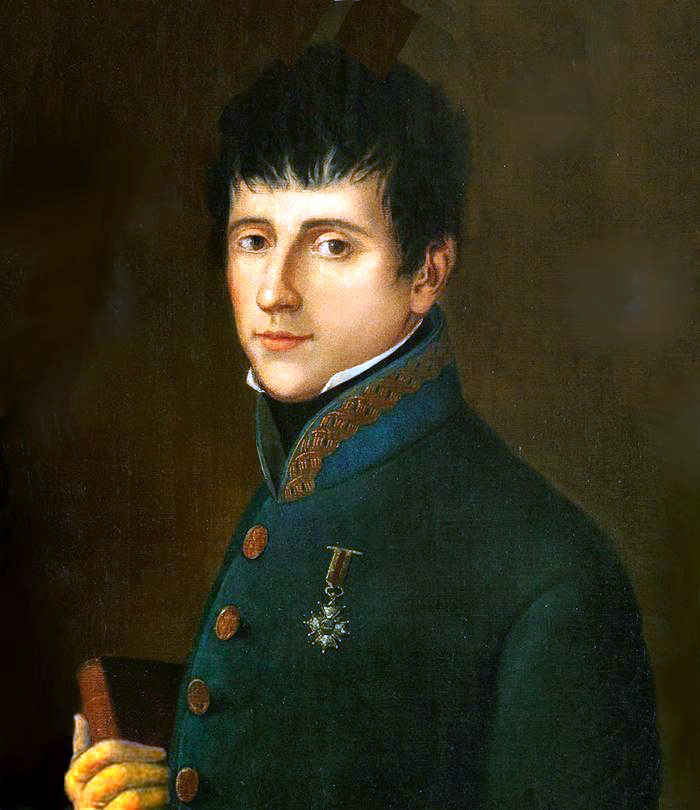
رافاييل دي رييغو (1784-1823), قائد البرلمان الإسباني الذي سعى إلى استعادة دستور 1812.

أثار ملك إسبانيا فيرناندو السابع اضطرابات واسعة وخاصة في الجيش بسبب رفضه قبول دستور 1812 الليبرالي. وقد سعى الملك لاستعادة مستعمرات اسبانيا في الأمريكتين التي اندلعت مؤخرا ونجاحها يعني حرمان اسبانيا من مصدر مهم للدخل. وفي يناير 1820 تجمع جنود في قادس كانوا بالأساس في رحلة استكشافية إلى أمريكا الجنوبية إلا أنهم كانوا غاضبين بسبب الأجور غير المنتظمة والطعام الرديء والمساكن السيئة، فتمردوا تحت قيادة العقيد رافائيل ديل رييغو الذي تعهد بالولاء لدستور 1812. فقبض المتمردون على قائدهم. وبعدها انتقلوا قريبا من سان فرناندو حيث بدأوا بالاستعداد لتنظيم مسيرة إلى العاصمة مدريد. وعلى الرغم من أن المتمردين لم يكونوا بتلك القوة إلا أنهم اجبروا فيرناندو على القبول بالدستور في 9 مارس 1820، ومنح السلطة للوزراء الليبراليين فدخلوا في مايسمى سنوات الليبرالية الثلاث، وهي فترة حكم الشعب.
ومع ذلك فقد انتشرت المؤامرات السياسية لكلا الجناحين اليمين واليسار في إسبانيا، وكذلك هو الحال في معظم أرجاء أوروبا. فاقتحم الثوار الليبراليون القصر الملكي واحتجزوا الملك فيرناندو السابع فظل سجينا في القصر ومحروما من كل شيء في السنوات الثلاث التالية إلا اللقب فاعتزل إلى ارانخويث. وقد فاز ديل رييغو في الانتخابات النيابية 1822. فاحتشد أنصار فيرناندو في أورغل فحملوا السلاح ووضعها في مكان بانتظار عودة الحكم المطلق.

## الحياة السياسية في الفترة الثلاثية
دخلت البلاد في فترة من عدم إستقرار سياسي نجم عن السخط الكامن على النظام الملكي والصراعات الدستورية الناجمة عن التنافس بين المنفيين والمعتدلين، حيث تتوازن القوى بين أنصار البرلمان والملكيين في نصوص دستور 1812، ويؤيد العشرينيون صياغة دستور جديد بديلا عنه (وهو ماحاولوا في 1820). ويطالب بتقديم السلطة التنفيذيه على السلطة التشريعة والسيادة الوطنية على الملك، إلى جانب الدعوة إلى مزيد من الانفتاح على الحريات والصلاحيات الاجتماعية (بعضهم من الأقلية وهم من التيار الجمهوري في إسبانيا).

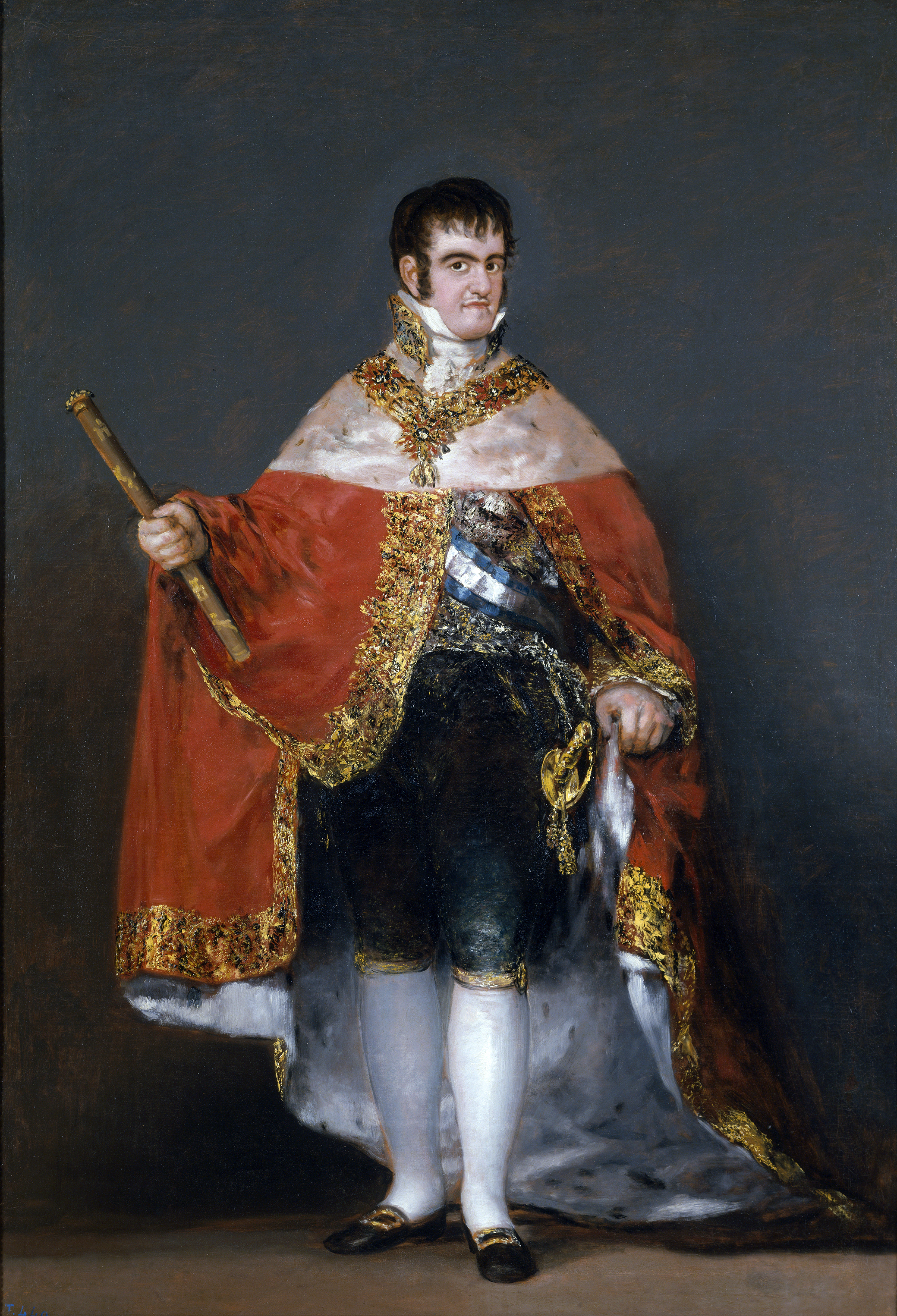
فيرناندو السابع الذي ألغى في 1814 الدستور الإسباني عام 1812. صورة فرانسيسكو غويا، 1814.

شكلت الحكومات الأولى من المعتدلين (ايفاريسو بيريز دي كاتسترو وأوزيبيو بارداخي أزارا وماركيز سانتا كروز ومارتينيز دي لا روزا). في حكومة بارداخي عين رامون أولاغير فيليو وزيراً للداخلية في شبه الجزيرة، وأصبح الرجل القوي الحقيقي لمجلس الوزراء الليبرالي، حيث عرفت الحكومة الدستورية الثانية باسم حكومة بارداخي. وفي الانتخابات الثانية التي عُقِدت في مارس 1822 برئاسة رافائيل ديل رييغو حيث سيطر العشرينيون سيطرة شبه كاملة. وفي يوليو في نفس السنة جرت مناورة للملك لإعادة توجيه الوضع السياسي لصالحه وذلك بالاستفادة من استياء هيئة عسكرية (ثورة الحرس الملكي) وقد حيدته الميليشيا الوطنية في اشتباك في بلازا مايور (مدريد) (7 يوليو)، ومن ثم تشكلت حكومة بقيادة انفارنيستو فرنانديز دي سان ميغيل. وعلى الرغم من هزيمة أنصار الملك في مدريد إلا أن حربا أهلية قد اندلعت في مناطق قشتالة وطليطلة والأندلس.
ثم بدأت الخلافات تطفو في جميع المجالات: المحاكم والصحافة واشتباكات بين الجمعيات السرية مع بعضها البعض. وقد أثار الاقتتال الداخلي أيضا الذي أشعله الملك بنفسه، في حين كان يتفاوض سرا مع التحالف المقدس لغزو اسبانيا، واستغل سخط بعض الوحدات العسكرية المتحالفة (مثل الحرس الملكي) والتدريب في بعض مناطق حرب العصابات (أول أشكال الكارلية) كونها مزارعون غير راضون عن الثورة الليبرالية التي أضرتهم أكثر مما أفادتهم، وبدوا يشتاقون إلى النظام القديم. إفلاس خزينة الحكومة التي تفاوض على قروض مدمرة، مما أضحى من المستحيل تحقيق ثورة ليبرالية عميقة في مجتمع الإسباني.

### الحكومة الليبرالية
استمر حكم الليبراليين ثلاث سنوات. حيث أعادت الحكومة التقدمية تنظيم اسبانيا وتقسيمها إلى 52 محافظة، وهدفت من ذلك إلى الحد من حكم الأقاليم الذاتي التي كانت سمة مميزة لبيروقراطية إسبانيا منذ حكم هابسبورغ في القرنين 16 و17. أما الأقاليم المتضررة والمعارضة لذلك التقسيم وهي أراغون ونافار وكاتالونيا فقد شاركت الملك في الكراهية لتلك الحكومة الليبرالية. وأيضا أدت سياسات الحكومة التقدمية المعارضة لتدخل القساوسة بالاحتكاك مع الكنيسة الكاثوليكية الرومانية، وكذلك أدت المحاولات لإحداث ثورة صناعية إلى نفور الطوائف الحرفية القديمة. أما محاكم التفتيش الإسبانية التي ألغاها كل من جوزيف بونابرت ومجلس قادس ابان الاحتلال الفرنسي وأعادها الملك فيرناندو السابع ثم ألغتها الحكومة الليبرالية التي تلقت اتهامات من كونها ليست أكثر من حكومة متفرنسة (afrancesados) من الذين اضطروا للخروج من البلاد قبل ست سنوات. حاول المتطرفين الليبراليين الثورة على ماتبقى من الملكية وإزاحتها بالكلية مهما كانت صغيرة. ولكنهم قمعوا في 1821، وقد قدم هذا الحادث صورة واضحة عن التحالف الواهي الذي يربط الحكومة مع بعضها البعض.
وفي سنة 1823 ازداد التوتر وعدم الاستقرار في اسبانيا بعد انتخاب حكومة ليبرالية متطرفة. فالجيش ذو الميول الليبرالية الذي جلب الليبراليين إلى الحكم، بدأ في التزعزع عندما لم يتمكن الاقتصاد الإسباني من التحسن. وفي 1823 تم قمع تمرد في مدريد قاده اليسوعيون الذين طردهم كارلوس الثالث في القرن 18، إلا أن فرناندو السابع قد إعادهم، ثم طردتهم الحكومة الحالية مرة أخرى. ظل فيرناندو خلال فترة حكم الليبراليين (لا يزال من الناحية القانونية رأس الدولة) يعيش تحت الإقامة الجبرية في مدريد.
دشن مؤتمر فيينا الذي أنهى الحروب النابليونية «نظام الهيئات التشريعية» بانها أداة لاستقرار الدول الأوروبية. ولكن عاداها «التحالف المقدس» المكون من روسيا والنمسا وبروسيا عندما طلبوا منها المساعدة ضد الثوار الليبراليين في 1820، وبعدها بعامين أضحى هناك تناغم في أوروبا حول القلق الشديد من الحكومة اسبانيا الليبرالية والدهشة من قساوتها لدرجة أنه أستعد بالتدخل باسم فيرناندو. ثم في سنة 1822 سمح مؤتمر فيرونا لفرنسا بالتدخل. وكان ملك فرنسا لويس الثامن عشر من أكثر الأشخاص سعادة في وضع حد للتجربة الليبرالية في اسبانيا، فأرسل في أبريل 1823 عبر البرانس جيشا ضخما أسماهم أبناء سانت لويس قوامه 100,000. وقد قاوم الجيش الإسباني المشحون بالانقسامات الداخلية مقاومة بسيطة امام القوة الفرنسية المنظمة تنظيما جيدا، والتي استولت على مدريد وثبتت فيرناندو بحكم مطلق. فتبددت آمال الليبراليين في امكانية حرب استقلال اسبانية جديدة.
فيما يتعلق بسياسة أمريكا الإسبانية في حقبة الحكم المطلق، فقد غيرت الحكومة الجديدة نظام القمع السياسي إلى مفاوضات. وأرسلت مفاوضين بدلا من إرسال الجيوش لجذب قادة مؤيدي الاستقلال الذين عرض عليهم الولاء للحكم الملكي الإسباني مقابل اعتراف إسبانيا لهم. مع أخذ ذلك في الاعتبار، فقد أعلنت الحكومة عن وقف إطلاق النار لإجراء مفاوضات مع المتمردين حتى يتم القبول بدستور 1812، والذي من المفارقات أنها أبطلت بإجراءات فرناندو. ووفقا لإجراءات وقف اطلاق النار فإن على إسبانيا انهاء الاضطهاد واصدار عفو عام عن المسلحين; وإلا فإن الحرب ستستمر. لم يتمكن المفاوضون ال 11 من الإستمرار بعدما طالب الوطنيين الاعتراف باستقلالهم عن اسبانيا.

## نهاية فترة الثلاث سنوات

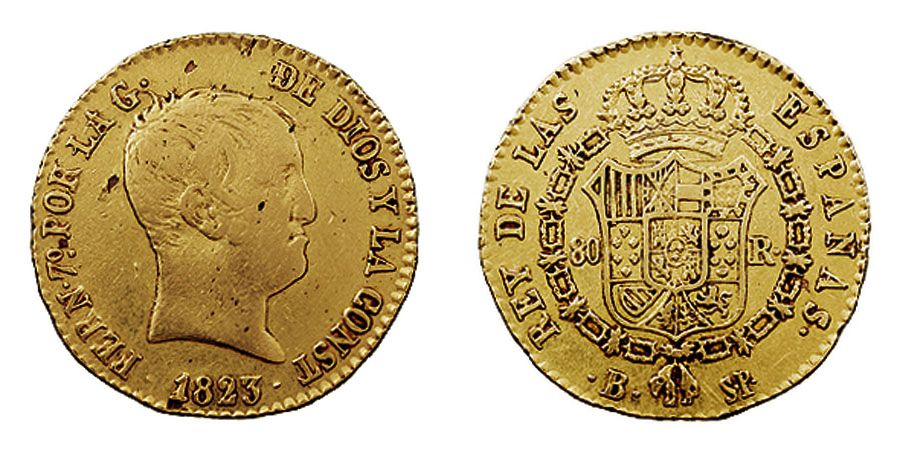
عملة اسبانية إصدار 1823 اسمت الملك فرناندو السابع بأنه ملك "بنعمة من الله والدستور".

طالب فرناندو السابع في سنة 1822 بتطبيق بنود مؤتمر فيينا، فضغط من أجل مساعدة ملوك أوروبا الآخرين في عملية الانضمام إلى التحالف المقدس الذي شكلته روسيا وبروسيا والنمسا وفرنسا لاستعادة حكمه الملكي المطلق. ففي فرنسا ضغط المتطرفين الملكيين على لويس الثامن عشر للتدخل. ولتهدئة الحماس المضاد للثورة نشر دو ريشيليو جيوشه على طول جبال البرانس على الحدود الفرنسية الأسبانية فارضا عليهم وقف انتشار الليبرالية الإسبانية أو «الحمى الصفراء» من الزحف إلى فرنسا. وفي سبتمبر 1822، أصبح هذا الحاجز الوقائي فيلقا للمراقبة وثم تحول بسرعة إلى حملة عسكرية.
بالمقابل فقد رفض التحالف المقدس (روسيا والنمسا وبروسيا) طلب فرديناند للحصول على مساعدة، لكن التحالف خماسي (المملكة المتحدة وفرنسا وروسيا وبروسيا والنمسا) قد أعطى فرنسا تفويضا للتدخل واستعادة الملكية الإسبانية في مؤتمر فيرونا في أكتوبر 1822. وفي 22 يناير 1823 تم في مؤتمر فيرونا التوقيع على معاهدة سرية تسمح لفرنسا بغزو إسبانيا لاستعادة ملكية فرناندو السابع المطلقة. وبعدها أعلن لويس الثامن عشر في 28 يناير أن «مئات الآلاف من الفرنسيين مستعدون للزحف، وذكر اسم سانت لويس، للحفاظ على عرش إسبانيا لحفيد هنري الرابع ملك فرنسا». ونتيجة لذلك قامت فرنسا في شهر إبريل بإرسال جنودها (95000 رجل من الجيش الفرنسي، ومتطوعين إسبان تحت قيادة لويس أنطونيو دي بوربون، الملقب بالدوق أنغولم). وعندما عبروا جبال البرانس لم يجدوا مقاومة قوية، فقد لجأت القوات الليبرالية في المرة الأولى إلى إشبيلية ثم إلى قادش مع الحكومة. فاندلعت معركة تروكاديرو (31 آب) حيث قضي على آخر المقاومة بواسطة قصف قادس لعدة أيام، ثم أفرج عن الملك الذي عاد إلى الحكم المطلق خلال العشرية المشؤومة (1823-1833).
أعدم رافاييل دي دييغو شنقا في السابع من نوفمبر 1823 في ساحة ثيباذا في مدريد.

## الأرث
عندما أعيدت السلطة المطلقة لفرناندو السابع فتحت مرحلة جديدة سميت العشرية المشؤومة (1823-1833) وعادت فيه «الرغبة» للحكم المطلق. وخرج في تلك الفترة أغلب مثقفي البلاد إلى المنفى -أو مايسمى ب «المهاجرين» - إلى لندن أساسا، أما من بقي في إسبانيا فقد اضطروا إلى الخضوع لعملية التصحيح ومن لم يخضع إما أن يعدم أو يهمش.
بالرغم من أن فترة الثلاث سنوات الليبرالية كانت قصيرة، وبالتالي فإن حكومة فرناندو السابع الذي عرف نفسه بأنه الملك الأب والرحيم، قد وأصبح واحدا أواخر الطغاة المستنيرين. بالإضافة إلى ذلك فقد أنهت تلك الفترة حقبة مغامرات إسبانيا في الأميركتين وبالتالي انتهى الحكم الفعلي لأسبانيا في الأمريكتين عدا كوبا وبورتوريكو وجزر الفلبين التي استمرت تحت حكم الملكي الإسباني. أما باقي الأقاليم فقد قررت مصيرها وبدأ لديها حكم الملكيين بدون الملك، كما كان الحال في المكسيك، مع أغوستين دي إتوربيدي ومحاولته الأولى الفاشلة بإنشاء إمبراطورية المكسيك. عدا البرازيل فهي الوحيدة على الأرض الأمريكية الي بها نظام ملكي مستقر مع بيدرو الأول وابنه بيدرو الثاني الذين هاجروا إلى أمريكا الجنوبية بسبب حرب شبه الجزيرة.
وتجدر الإشارة إلى أن المفارقة أن العديد من بلدان أميركا اللاتينية أصبحت مستقلة بسبب مقاومتها في تبني الأفكار الليبرالية التي لديها بالفعل زخما كبيرا في جارتها الشمالية الولايات المتحدة الأمريكية. ثم بدا بعدها ان الماسونيين والمجموعات الأخرى المتعاطفة مع الليبرالية قد تمكنت من السيطرة على هذه الجماعات المحافظة، سواء في المكسيك (بينيتو خواريز) وكولومبيا (مع توماس ثيبريانو دي موسكيرا)، فأعادوا احياء نضال الحكم الثلاث سنوات الليبرالي في شبه الجزيرة قبل 40 عاما.
ساهم النشاط الدعائي للدستوريين خلال فترة السنوات الثلاث إلى نشر الثقافة السياسية الليبرالية، ومنع الاستعادة الكاملة للملكية المطلقة للنظام القديم. لهذا السبب يمكن التأكيد بأن بعد فترة السنوات الثلاث لم يكن هناك شيء متعادل في السياسة الأسبانية.